# Fortaco
Die Fortaco Group Holdco Plc ist die Holdinggesellschaft der Fortaco Group mit Sitz in Vantaa (Finnland).
Zu den Produkten von Fortaco gehören Baugruppen, Fahrerkabinen und Stahlbau. Kunden sind Unternehmen in Branchen wie Landwirtschaft, Baumaschinen, Containerumschlag, Verteidigung, Forstwirtschaft, Schifffahrt, Energiewirtschaft, Materialtransport und Bergbau.
Das Unternehmen entstand im Dezember 2012 durch eine Fusion der Maschinenbauaktivitäten von Komas und Ruukki.

## Struktur

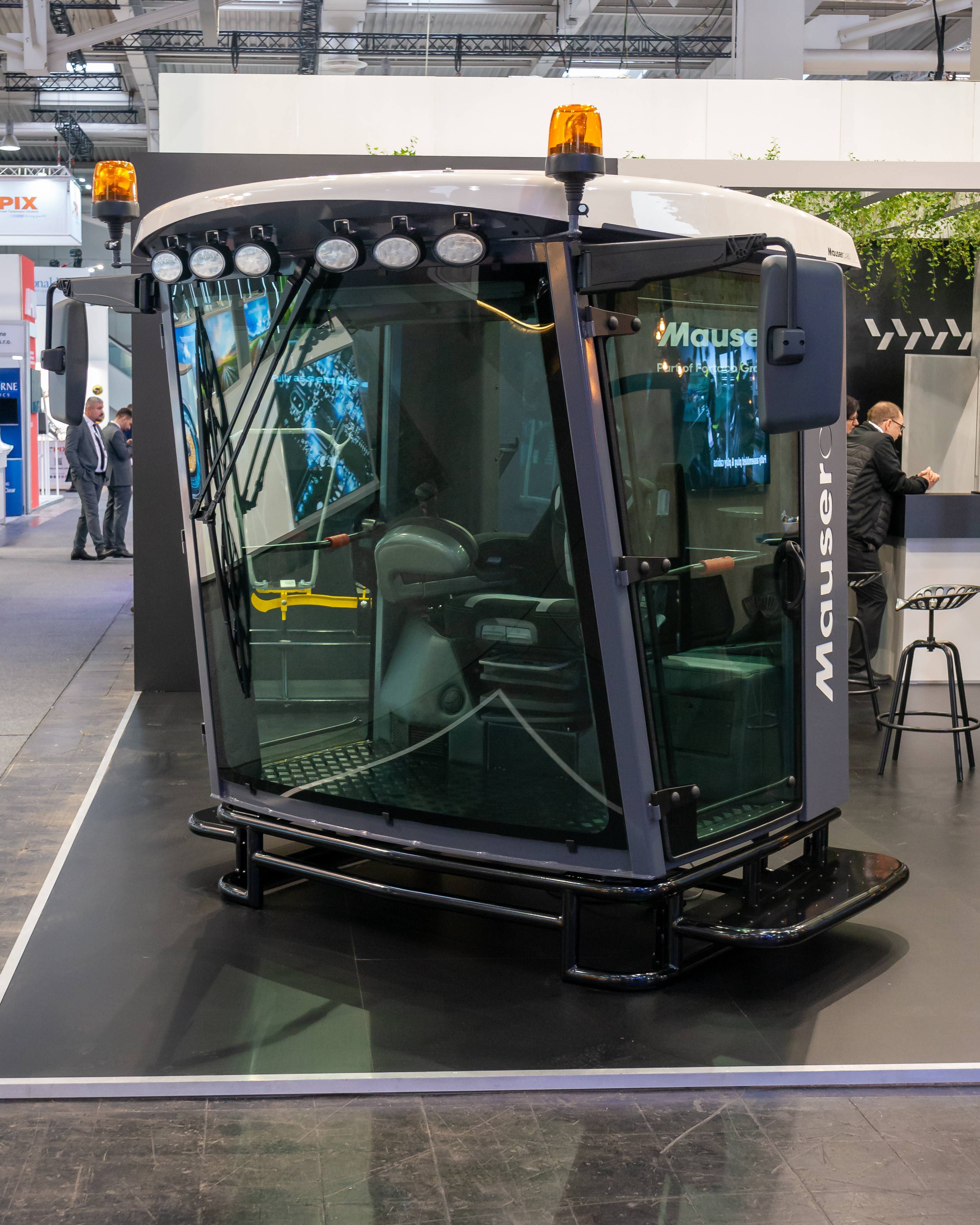
Fahrerkabine für ein landwirtschaftliches Fahrzeug von Mauser auf einer Messe

Tochterunternehmen befinden sich in Finnland, Estland, Polen, Slowakei, Schweden, Deutschland, Serbien und Frankreich. Ein ungarisches Tochterunternehmen wurde 2024 verkauft. Im deutschsprachigen Raum haben ihren Sitz:
- Fortaco GmbH, Pulheim (Vertriebsbüro)
- Walter Mauser GmbH, Breitenau (Kabinen)

Ein Joint Venture mit Tata Autocomp befindet sich in Pune in Indien.

## Mitarbeiter
32 % der Mitarbeiter sind in Polen beschäftigt, 19 % in Finnland, 17 % in Estland und weitere in anderen Ländern. 72 % der Mitarbeiter sind Arbeiter („Blue Collar“).